# Hyperbolsk paraboloide
Hyperbolsk paraboloide er et specielt eksempel på en keglesnitsflade; en algebraisk flade af 2. orden, givet ved et matematisk udtryk som x²/a² – y²/b² = z/c, hvilket bestemmer en sadelformet flade. 
Indenfor arkitektur og bygningsindustri kan den være den matematiske betegnelse for en sadelformet tagkonstruktion, som den eksempelvis er udført på Strandby Kirke. Som tagkonstruktion er denne form interessant, fordi enhver kraft, der påvirker fladen vinkelret, kan optages af trækkræfter i selve fladen. Dermed er det muligt at konstruere et stift tag med stor spændvidde af en relativt tynd membran og helt uden bærende spær. Denne konstruktionsform blev udviklet i forbindelse med bygningen af det olympiske stadion i München i 1968. Faktisk blev metoden allerede benyttet af Antoni Gaudí i Spanien i begyndelsen af forrige århundrede. Desuden er de fleste russiske elstandere konstrueret på denne måde fordi det giver en meget stærk og let konstruktion. Et andet eksempel på denne bygningskonstruktion er Pengrowth Saddledome i Calgary, Alberta, Canada der menes at have en af de største tagkonstruktioner af denne art i verden.
En hyperbolsk paraboloide er desuden en af de eneste såkaldte organiske former, der kan genereres ud fra rette linjer alene.
| Naturvidenskab | Spire Denne naturvidenskabsartikel er en spire som bør udbygges. Du er velkommen til at hjælpe Wikipedia ved at udvide den. |